# Xã Valley, Quận Hutchinson, Nam Dakota
Xã Valley (tiếng Anh: Valley Township) là một xã thuộc quận Hutchinson, tiểu bang Nam Dakota, Hoa Kỳ. Năm 2010, dân số của xã này là 175 người.